# Mytilina macrocera
Mytilina macrocera är en hjuldjursart som först beskrevs av Jennings 1894.  Mytilina macrocera ingår i släktet Mytilina och familjen Mytilinidae. Inga underarter finns listade i Catalogue of Life.